# Лягушка-путешественница (мультфильм, 1996)
«Лягу́шка-путеше́ственница» — рисованный мультипликационный фильм по мотивам одноимённой сказки В. М. Гаршина.
В 1995 году Валентин Караваев осуществил свою давнюю мечту — организовал студию «Анимафильм» на базе Московского детского фонда, где снял свою последнюю картину — простую, наивную сказку «Лягушка-путешественница», в которой главная героиня танцует «Ламбаду» и поет голосом Ирины Муравьёвой. В своей студии Караваев обучал детей искусству мультипликации.
Действие в сказке перенесено в современность, то есть в 1995 год.
Фильм участвовал в Тарусе-1997.

## Сюжет мультфильма
Жила-была на болоте лягушка, и любила она петь. Однажды осенью на болото спустились утки. Но это были не простые утки, а Ансамбль северного народного танца. И летели они не просто на юг, а на гастроли — за границу. Лягушка подумала и попросила уток взять её с собой. «Пусть две утки возьмут в клювы прутик, а я прицеплюсь за него посередине», — сказала она. Затем лягушка спела и сплясала «Лягушачью ламбаду» так зажигательно, что утки согласились. 

«Мне вы позавидуйте, подруги! 

Побываю я на знойном юге! 

Мне ночами постоянно снится 

Танцевально — золотая заграница!» 

Утки полетели и понесли лягушку. Когда они пролетали над деревней, там закричали люди: «Смотрите! Утки лягушку несут! И кто придумал такую хитрую штуку!» И лягушка не выдержала и завопила: «Это я! Я придумала!» К счастью, она упала в местное болото. Переведя дух, она принялась рассказывать местным лягушкам свои фантазии о своём путешествии на знойный юг.

## Создатели
| режиссёр               | Валентин Караваев                                              |
| автор сценария         | Валентин Караваев                                              |
| художники-постановщики | Гелий Аркадьев, Галина Мелько                                  |
| аниматоры              | Иосиф Куроян, Виолетта Колесникова, Мстислав Купрач, М. Рогова |
| операторы              | Сергей Хлебников, Дмитрий Жуков                                |
| композитор             | Евгений Крылатов                                               |
| звукооператор          | Владимир Кутузов                                               |
| текст от автора читает | Алексей Баталов                                                |
| роли озвучивает        | Ирина Муравьёва — Лягушка                                      |
| автор стихов песен     | Юрий Энтин                                                     |
| песни поёт             | Т. Куинджи                                                     |
| автор частушек         | Э. Маслова                                                     |
| частушки исполняет     | Е. Шарапова                                                    |
| ассистенты             | Е. Драмшева, Л. Гуськова                                       |
| редактор               | Т. Чулкова                                                     |
| администраторы         | О. Арбитайло, А. Власова.                                      |

- Создатели приведены по титрам мультфильма.